# Gran Premi d'Alemanya de Motocròs 500cc
|  | Per a altres significats, vegeu «Gran Premi d'Alemanya de Motocròs». |

El Gran Premi d'Alemanya de Motocròs en la cilindrada de 500cc (en alemany, Großer Preis von Deutschland Moto-Cross 500 ccm), abreujat GP d'Alemanya de 500cc, fou una prova internacional de motocròs que es va celebrar anualment a Alemanya entre el 1959 i el 2003, és a dir, des de la segona edició fins al final del Campionat del Món d'aquesta cilindrada (el 2004, la històrica categoria de 500cc fou reconvertida a la ja desapareguda MX3). Alemanya ja organitzava un Gran Premi de 250cc des de 1957, amb el qual va conviure el de 500cc des del seu començament en circuits i dates separats.
De 1963 a 1972, es disputà paral·lelament a l'antiga RDA un altre Gran Premi de 500cc, conegut indistintament com a GP de l'Alemanya Oriental o GP de la RDA. Per aquest motiu, durant aquella època el Gran Premi d'Alemanya es conegué també com a GP de l'Alemanya Occidental o GP de la RFA. El 1996, Alemanya hostatjà també el GP de Luxemburg de 500cc: se celebrà a Reil, una població de Renània-Palatinat situada a uns 100 km de Folkendange, l'emplaçament habitual d'aquell Gran Premi. Finalment, cal dir que els anys 2002 i 2003, Alemanya fou també escenari de dos Grans Premis de 500cc més (tots dos a Teutschenthal), tot i que aquests s'anomenaren Gran Premi d'Europa.
El Gran Premi d'Alemanya de 500cc tingué una gran rotació geogràfica per tot el país i, al llarg dels anys, s'arribà a disputar en dotze escenaris diferents. Els que més es varen repetir varen ser els de Gaildorf i Bielstein, amb un total de 5 i 9 edicions respectivament, i Beuern, amb 12 edicions.

## Edicions
| Població         | Districte         | Estat                  | Data usual     | De   | A    | Edicions |
| ---------------- | ----------------- | ---------------------- | -------------- | ---- | ---- | -------- |
| Beuern           | Gießen            | Hessen                 | Al juny-juliol | 1966 | 1986 | 12       |
| Bielstein        | Colònia           | Rin del Nord-Westfàlia | Al juliol      | 1959 | 1995 | 9        |
| Fürstlich Drehna | Dahme-Spreewald   | Brandenburg            | Al juliol      | 2000 | 2000 | 1        |
| Gaildorf         | Schwäbisch Hall   | Baden-Württemberg      | A l'agost      | 1980 | 2003 | 5        |
| Goldbach         | Aschaffenburg     | Baviera                | Al juliol      | 1990 | 1990 | 1        |
| Holzgerlingen    | Böblingen         | Baden-Württemberg      | A l'agost      | 1994 | 1997 | 2        |
| Immenstadt       | Allgäu            | Baviera                | Al setembre    | 1961 | 1961 | 1        |
| Northeim         | Northeim          | Baixa Saxònia          | Al maig-juny   | 1983 | 1988 | 2        |
| Reisersberg      | Freyung-Grafenau  | Baviera                | Al juny        | 1992 | 1992 | 1        |
| Reutlingen       | Reutlingen        | Baden-Württemberg      | Variable       | 1987 | 1995 | 3        |
| Teutschenthal    | Saalekreis        | Saxònia-Anhalt         | Al maig-juny   | 1993 | 2001 | 3        |
| Wächtersbach     | Main-Kinzig-Kreis | Hessen                 | A l'agost      | 1998 | 1998 | 1        |
| Total            | 12                |                        |                |      |      | 41       |

Notes
1. ↑  Nucli de Buseck.
2. ↑  Nucli de Wiehl.
3. ↑  Nucli de Luckau.
4. ↑  Nucli de Röhrnbach.

## Palmarès
Font:
| Edició  | Any  | Lloc                     | Data            | Guanyador          | Guanyador     |
| ------- | ---- | ------------------------ | --------------- | ------------------ | ------------- |
| I       | 1959 | Bielstein                | 20-21 de juny   | Sten Lundin        | Monark        |
| II      | 1960 | Bielstein                | 25-26 de juny   | Sten Lundin        | Monark        |
| III     | 1961 | Immenstadt               | 2-3 de setembre | Sten Lundin        | Lito          |
|         |      | 1962-1963: No es disputà |                 |                    |               |
| IV      | 1964 | Bielstein                | 15-16 d'agost   | Sten Lundin        | Lito          |
| V       | 1965 | Bielstein                | 17-18 de juliol | Rolf Tibblin       | ČZ            |
| VI      | 1966 | Beuern                   | 20-21 d'agost   | Víktor Arbékov     | ČZ            |
| VII     | 1967 | Beuern                   | 15-16 de juliol | Paul Friedrichs    | ČZ            |
| VIII    | 1968 | Beuern                   | 13-14 de juliol | Åke Jonsson        | Husqvarna     |
| IX      | 1969 | Beuern                   | 12-13 de juliol | Paul Friedrichs    | ČZ            |
| X       | 1970 | Beuern                   | 11-12 de juliol | Bengt Åberg        | Husqvarna     |
| XI      | 1971 | Bielstein                | 17-18 de juliol | Adolf Weil         | Maîco         |
| XII     | 1972 | Beuern                   | 15-16 de juliol | Roger De Coster    | Suzuki        |
| XIII    | 1973 | Bielstein                | 14-15 de juliol | Roger De Coster    | Suzuki        |
| XIV     | 1974 | Beuern                   | 15-16 de juny   | Adolf Weil         | Maico         |
| XV      | 1975 | Bielstein                | 12-13 de juliol | Roger De Coster    | Suzuki        |
| XVI     | 1976 | Beuern                   | 12-13 de juny   | Roger De Coster    | Suzuki        |
| XVII    | 1977 | Bielstein                | 4-5 de juny     | Heikki Mikkola     | Yamaha        |
|         | 1978 | No es disputà            | No es disputà   | No es disputà      | No es disputà |
| XVIII   | 1979 | Beuern                   | 25-26 de juny   | Jean-Jacques Bruno | KTM           |
| XIX     | 1980 | Gaildorf                 | 19-20 de juliol | André Vromans      | Yamaha        |
|         | 1981 | No es disputà            | No es disputà   | No es disputà      | No es disputà |
| XX      | 1982 | Beuern                   | 12-13 de juny   | André Malherbe     | Honda         |
| XXI     | 1983 | Northeim                 | 7-8 de maig     | André Malherbe     | Honda         |
| XXII    | 1984 | Beuern                   | 2-3 de juny     | André Malherbe     | Honda         |
|         | 1985 | No es disputà            | No es disputà   | No es disputà      | No es disputà |
| XXIII   | 1986 | Beuern                   | 7-8 de juny     | André Malherbe     | Honda         |
| XXIV    | 1987 | Reutlingen               | 30-31 de maig   | Georges Jobé       | Honda         |
| XXV     | 1988 | Northeim                 | 4-5 de juny     | Eric Geboers       | Honda         |
|         | 1989 | No es disputà            | No es disputà   | No es disputà      | No es disputà |
| XXVI    | 1990 | Goldbach                 | 14-15 de juliol | Jacky Martens      | KTM           |
| XXVII   | 1991 | Reutlingen               | 20-21 de juliol | Dave Thorpe        | Kawasaki      |
| XXVIII  | 1992 | Reisersberg              | 20-21 de juny   | Georges Jobé       | Honda         |
| XXIX    | 1993 | Teutschenthal            | 19-20 de juny   | Joël Smets         | Husaberg      |
| XXX     | 1994 | Holzgerlingen            | 20-21 d'agost   | Joël Smets         | Vertemati     |
| XXXI    | 1995 | Bielstein                | 8-9 de juliol   | Trampas Parker     | KTM           |
| XXXII   | 1995 | Reutlingen               | 26-27 d'agost   | Joël Smets         | Husaberg      |
| XXXIII  | 1996 | Gaildorf                 | 7-8 de setembre | Peter Johansson    | Husqvarna     |
| XXXIV   | 1997 | Holzgerlingen            | 23-24 d'agost   | Darryl King        | Husqvarna     |
| XXXV    | 1998 | Wächtersbach             | 29-30 d'agost   | Joël Smets         | Husaberg      |
| XXXVI   | 1999 | Teutschenthal            | 12-13 de juny   | Peter Johansson    | KTM           |
| XXXVII  | 2000 | Fürstlich Drehna         | 15-16 de juliol | Joël Smets         | KTM           |
| XXXVIII | 2001 | Gaildorf                 | 18-19 d'agost   | Joël Smets         | KTM           |
| XXXIX   | 2001 | Teutschenthal            | 12-13 de maig   | Joël Smets         | KTM           |
| XL      | 2002 | Gaildorf                 | 17-18 d'agost   | Joël Smets         | KTM           |
| XLI     | 2003 | Gaildorf                 | 23-24 d'agost   | Joël Smets         | KTM           |

Notes
1. ↑  Del 2001 al 2003, el GP d'Alemanya ho fou alhora de 125, 250 i 500cc, tot i que aquest darrer any els 250cc es conegueren com a Motocross GP i els 500cc com a 650cc. Aquesta taula reflecteix només els resultats de la categoria de 500cc/650cc'.
2. ↑  El 2003, els 500cc es conegueren com a 650cc.

## Estadístiques
S'han considerat tots els resultats compresos entre el 1959 i el 2003.

### Guanyadors múltiples
| Pilot           | Victòries |
| --------------- | --------- |
| Joël Smets      | 9         |
| Sten Lundin     | 4         |
| Roger De Coster | 4         |
| André Malherbe  | 4         |
| Paul Friedrichs | 2         |
| Adolf Weil      | 2         |
| Georges Jobé    | 2         |
| Peter Johansson | 2         |

### Victòries per país
| País           | Victòries |
| -------------- | --------- |
| Bèlgica        | 22        |
| Suècia         | 9         |
| RFA            | 2         |
| RDA            | 2         |
| Estats Units   | 1         |
| Unió Soviètica | 1         |
| Regne Unit     | 1         |
| Nova Zelanda   | 1         |
| França         | 1         |
| Finlàndia      | 1         |
| Total          | 41        |

### Victòries per marca
| Marca     | Victòries |
| --------- | --------- |
| KTM       | 9         |
| Honda     | 7         |
| Suzuki    | 4         |
| Husqvarna | 4         |
| ČZ        | 4         |
| Husaberg  | 3         |
| Yamaha    | 2         |
| Maico     | 2         |
| Monark    | 2         |
| Lito      | 2         |
| Kawasaki  | 1         |
| Vertemati | 1         |
| Total     | 41        |